# مراد (اسم)
مراد هو اسم علم مذكر من أصل عربي، ومعناه هو دلالة على التمني و التفاؤل.

## الأصل اللغوي
اسم علم مذكر عربي على صيغة اسم المفعول من الفعل أراد. وهو علم منقول من الوصفية إلى العلمية.
معناه: المرغوب فيه، المأمول، المطلوب. وله معانٍ تدل على العصيان والتمرد ليست المطلوبة في التسمية. وبنو مراد من قبائل الجنوب في الجوف، ارتدوا فحاربهم أبو بكر.
اصل اسم مُراد: عربي
.

## شخصيات تحمل الاسم
- مراد الأول (ثالث سلاطين آل عُثمان وأوَّل من تلقَّب بِلقب سُلطانٍ بينهم، 29 يونيو 1326 – 28 يونيو 1389)
- مراد الثالث (سلطان عثماني، 4 يوليو 1546 – 16 يناير 1595)
- مراد الثاني (سادس سلاطين آل عُثمان ورابع من تلقَّب بِلقب سُلطانٍ بينهم، 1 يونيو 1404 – 3 فبراير 1451)
- مراد الخامس (21 سبتمبر 1840[4] – 29 أغسطس 1904[4])
- مراد الرابع (سلطان السابع عشر للدولة العثمانية (فاتح بغداد)، 27 يوليو 1612[5] – 8 فبراير 1640)
- مراد بك (1750 – 1801)
- مراد بوز (مغني تركي، 7 مارس 1980 – )
- مراد هان (ممثل تركي، 1975[6] – )
- مراد ياكين (15 سبتمبر 1974[7] – )
- مراد يلديريم (ممثل تركي، 13 أبريل 1979 – )
- مراد كوروم (سياسي تركي، 1976 – )

## شخصيات خيالية تحمل الاسم
- مراد علمدار (ورو)

## وصلات خارجية
- موسوعة السلطان قابوس لأسماء العرب